# 에사키정
에사키정(江崎町)은 일본 야마구치현 아부군에 설치되었던 정이다. 현재의 하기시의 일부에 해당한다.